# Robert Hoffman
Robert James Hoffman III, född 21 september 1980 i Gainesville, Florida, är en amerikansk skådespelare, dansare och koreograf.

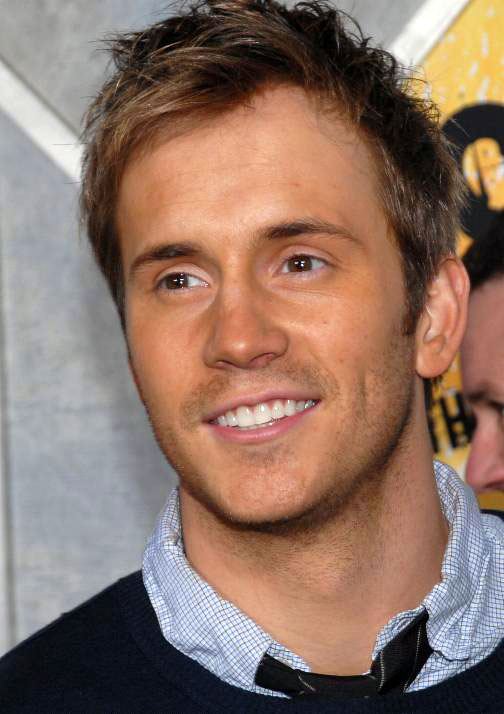
Robert Hoffman

## Filmografi
| År   | Titel                                | Roll                      | Övrigt            |
| ---- | ------------------------------------ | ------------------------- | ----------------- |
| 2003 | American Dreams                      | Brian Wilson              |                   |
| 2003 | From Justin to Kelly                 | Dansare                   |                   |
| 2003 | Gigli                                | Dansare på stranden       |                   |
| 2004 | You Got Served                       | Max                       |                   |
| 2004 | Dirty Dancing: Havana Nights         | Dansare                   |                   |
| 2004 | Quintuplets                          | Matt                      |                   |
| 2005 | I?                                   | Gamla David               |                   |
| 2005 | Coach Carter                         | Dansare                   |                   |
| 2005 | Guess Who                            | Dansare                   |                   |
| 2005 | Nick Cannon's Wild n' Out            | Sig Själv                 |                   |
| 2006 | She's the Man                        | Justin                    |                   |
| 2006 | Vanished                             | Adam Putnam               |                   |
| 2006 | CSI:Miami                            | Brad Hoffman              | (TV)              |
| 2006 | Campus Ladies                        | Evan                      |                   |
| 2007 | Dash 4 Cash                          | Michael                   |                   |
| 2007 | Revenge                              | Dennis                    | (TV)              |
| 2007 | Nick Cannon Presents: Short Circuitz |                           |                   |
| 2007 | Shrooms                              | Bluto                     |                   |
| 2007 | Bag Boy                              | Clyde 'Windmill' Wynorski |                   |
| 2008 | Liz Meriwether Project               | Brian                     |                   |
| 2008 | Step Up 2: The Streets               | Chase Collins             |                   |
| 2008 | Kids in America                      | Tyler                     |                   |
| 2008 | Say Hello to Stan Talmadge           | Bart                      | (post-production) |
| 2009 | They Came From Upstairs              | Ricky                     |                   |
| 2009 | Step Up 3: Don't Stop                | Chase Collins             |                   |